# Jógvan Martin Olsen
Jógvan Martin Olsen (Toftir, 10 de julho de 1961) é um ex-futebolista e treinador de futebol feroês que atuava como atacante (eventualmente jogava como defensor). Atualmente, comanda a seleção Sub-19 das Ilhas Faroe.

## Carreira
Em sua carreira, destacou-se no B68 Toftir, onde atuou entre 1979 e 1993 (143 partidas e 23 gols), vencendo 3 vezes o Campeonato Faroês. Passou também 2 anos no LÍF Leirvík (21 jogos e 6 gols) antes de regressar ao B68, desta vez para ser jogador e técnico da equipe principal - na equipe B, disputou 4 partidas e fez um gol, aposentando-se em 1997 para trabalhar apenas como treinador - desde 1996, era também auxiliar-técnico da Seleção Feroesa, onde permaneceu até 2005, em paralelo às funções de técnico do NSÍ Runavík, tendo vencido a primeira divisão em 2002.
Em 2006, com a saída do técnico dinamarquês Henrik Larsen, Olsen assumiu o cargo de treinador da Seleção, onde permaneceu até 2008, não vencendo nenhum jogo, empatando um e perdendo 19 vezes, e tal desempenho fez com que decidisse pedir demissão. Depois de passagens por Víkingur Gøta, B68 Toftir e ÍF Fuglafjørður, voltou à Seleção Feroesa em 2019, desta vez para comandar o time Sub-19.

## Títulos

### Como jogador
B68 Toftir
- Campeonato Faroês: 3 (1984, 1985 e 1992)

### Como treinador
NSÍ Runavík
- Campeonato Faroês: 1 (2002)

Víkingur Gøta
- Copa das Ilhas Faroe: 3 (2009, 2012 e 2013)